# カルロス・ビセンテ
カルロス・ビセンテ・ロブレス（Carlos Vicente Robles、1999年4月23日 - ）は、スペイン・アラゴン州サラゴサ出身のサッカー選手。デポルティーボ・アラベス所属。ポジションはFW。

## クラブ経歴
2017年にレアル・サラゴサのカンテラへ入団し、2017-18シーズンにBチームデビューを果たしたが、トップチームデビューは叶わなかった。
その後は3部以下のクラブを転々とし、2022-23シーズンから所属していたラシン・フェロルでは、2023-24シーズンにセグンダ・ディビシオンでのプレーを経験した。
2023年12月22日、プリメーラ・ディビシオンのデポルティーボ・アラベスへ移籍金600万ユーロで引き抜かれ、3年半契約を交わした。

## 人物
双子の弟であるダビド・ビセンテも同じくサッカー選手であり、主に国内の下部リーグでプレーしている。

## タイトル

### クラブ
ラシン・フェロル
- プリメーラ・フェデラシオン : 1回 (2022-23)